# Aphis mimuli
Aphis mimuli är en insektsart som beskrevs av Oestlund 1887. Aphis mimuli ingår i släktet Aphis och familjen långrörsbladlöss. Inga underarter finns listade i Catalogue of Life.